# Kirghizistan aux Jeux olympiques d'été de 2008
Le Kirghizistan participe aux Jeux olympiques d'été de 2008 à Pékin. Il s'agit de sa 4e participation à des Jeux d'été.

## Liste des médaillés kirghiz

### Médailles d'or
| Sport              | Discipline | Sportifs | Performance |
| Médailles d'or : 0 |            |          |             |

### Médailles d'argent
| Sport                  | Discipline         | Sportifs        | Performance |
| Médailles d'argent : 1 |                    |                 |             |
| Lutte gréco-romaine    | Moins de 66 kg (H) | Kanat Begaliyev |             |

### Médailles de bronze
| Sport                   | Discipline         | Sportifs           | Performance |
| Médailles de bronze : 2 |                    |                    |             |
| Lutte gréco-romaine     | Moins de 60 kg (H) | Ruslan Tyumenbayev |             |
| Lutte gréco-romaine     | Moins de 60 kg (H) | Bazar Bazarguruev  |             |

## Athlètes kirghiz par sports[1]

### Athlétisme
| Hommes - 800 m : - Sergey Pakura - 400 m haies : - Aleksey Pogorelov | Femmes - 400 m haies : - Galina Pedan - Saut en hauteur : - Tatyana Efimenko - Marathon : - Iuliia Arkhipova |

#### Hommes
| Epreuve          | Athlète           | Séries      | Séries | Quarts de finale | Quarts de finale | Demi-finales | Demi-finales | Finale   | Finale |
| Epreuve          | Athlète           | Résultat    | Rang   | Résultat         | Rang             | Résultat     | Rang         | Résultat | Rang   |
| ---------------- | ----------------- | ----------- | ------ | ---------------- | ---------------- | ------------ | ------------ | -------- | ------ |
| 800 mètres       | Sergei Pakura     | 1 min 50.54 | 7e     | -                | -                | -            | -            | -        | -      |
| 400 mètres haies | Aleksey Pogorelov | 51.47       | 6e     | -                | -                | -            | -            | -        | -      |

#### Femmes
| Épreuve          | Athlète          | Séries      | Séries | Quarts de finale | Quarts de finale | Demi-finales | Demi-finales | Finale       | Finale |
| Épreuve          | Athlète          | Résultat    | Rang   | Résultat         | Rang             | Résultat     | Rang         | Résultat     | Rang   |
| ---------------- | ---------------- | ----------- | ------ | ---------------- | ---------------- | ------------ | ------------ | ------------ | ------ |
| Marathon         | Yuliya Arzipova  | NC          | NC     | NC               | NC               | NC           | NC           | 2h 44 min 41 | 58e    |
| 400 mètres haies | Galina Pedan     | 1 min 00.31 | 7e     | -                | -                | -            | -            | -            | -      |
| Saut en hauteur  | Tatyana Efimenko | NM          | /      | -                | -                | -            | -            | -            | -      |

### Boxe
Hommes
- 60 kg (poids légers) :
  - Asylbek Talasbaev[2]

| Athlète            | Catégorie            | 16e de finale       | 8e de finale        | Quart de finale     | Demi-finale         | Finale              |
| Athlète            | Catégorie            | Adversaire Résultat | Adversaire Résultat | Adversaire Résultat | Adversaire Résultat | Adversaire Résultat |
| ------------------ | -------------------- | ------------------- | ------------------- | ------------------- | ------------------- | ------------------- |
| Asylbek Talasbayev | Poids légers (-60Kg) | Lopes Victoire 9-7  | Perez Défaite 4-15  | -                   | -                   | -                   |

### Cyclisme

#### Route
Hommes
- Contre la montre :
  - Eugen Wacker
- Course sur route :
  - Eugen Wacker

### Escrime
Hommes
- Epée individuelle :
  - Sergey Katchurin

### Haltérophilie
Hommes
- 85 kg :
  - Ulanbek Moldodosov

### Judo
| Hommes - + 100 kg : - Talant Dzhanagulov | Femmes - 78 kg : - Elena Proskurakova |

### Lutte

#### Libre
Hommes
- 60 kg :
  - Bazar Bazarguruev
- 74 kg :
  - Arsen Gitinov
- 96 kg :
  - Aleksey Krupnyakov

#### Grèce-romaine
Hommes
- 60 kg :
  - Ruslan Tiumenbaev
- 66 kg :
  - Kanatbek Begaliev

### Sports aquatiques

#### Natation
Hommes
- 50 m nage libre :
  - Vitaly Vasilev
- 200 m 4 nages individuel :
  - Iurii Zakharov
- 400 m 4 nages individuel :
  - Vasilii Danilov

### Taekwondo
Hommes
- - 68 kg :
  - Rasul Abduraim

### Tir
Hommes
- 10 m rifle à air :
  - Ruslan Ismailov
- 50 m rifle couché :
  - Ruslan Ismailov
- 50 m rifle 3 positions :
  - Ruslan Ismailov